# 이탈리아령 동아프리카
이탈리아령 동아프리카(이탈리아어: Africa Orientale Italiana 아프리카 오리엔탈레 이탈리아나[*])는 1936년부터 1941년까지 이탈리아령 에리트레아, 이탈리아령 소말릴란드, 에티오피아 제국, 영국령 소말릴란드를 통틀어서 말하는 이탈리아 왕국의 식민지이다. 제2차 세계 대전 때 이탈리아에게 큰 도움을 주었다. 1941년, 이탈리아는 에티오피아에서 영국을 중심으로 연합군에게 크게 패하면서 동아프리카에서 후퇴하고 말았다. 이 전쟁으로 에티오피아는 독립을 하고, 영국령 소말릴란드와 에리트레아는 영국에게 빼앗긴다.

## 역사
1887년 이탈리아는 에티오피아의 메넬리크 2세에게 에리트레아를 받았다. 그리고 1889년에는 영국령 소말릴란드의 일부를 빼앗아서 이탈리아령 소말릴란드를 만들었다. 베니토 무솔리니가 정권을 잡은 이후, 1936년 이탈리아는 에티오피아 제국을 식민지로 만들어버렸다. 4일 뒤, 무솔리니는 이 세 나라를 합하여 이탈리아령 동아프리카를 선포하였다. 이탈리아령 북아프리카랑 같이 이탈리아 식민지가 만들어졌다. 1940년 이탈리아는 영국령 소말릴란드를 완전히 정복하기 위해 소말릴란드를 침략하였다. 그 결과, 다는 아니지만 대부분이 이탈리아의 땅이 되었다. 무솔리니는 정복된 영국령 소말릴란드를 이탈리아령 동아프리카에 추가하였다. 그 결과 이탈리아는 나치 독일과 함께 아프리카에서 가장 세력이 강한 나라가 되었다. 그러나 1941년, 연합국인 영국이 아프리카에서 이탈리아 세력을 완전히 제거하기 위하여 커팅 작전을 실시하였다. 영국과 연합군은 이탈리아령 동아프리카를 공격하였다. 당시 이탈리아는 군사를 이탈리아령 동아프리카에 많이 놓지 않았다. 결국 이탈리아는 연합군에게 크게 패하고 말았다. 그리고 1942년에는 이탈리아령 북아프리카 중 하나인 리비아도 탈환하였다. 결국 이탈리아는 아프리카에서 후퇴하였다. 제2차 세계 대전이 끝난 이후, 영국령 소말릴란드는 다시 영국의 지배에 들어갔고, 에티오피아 제국은 독립하였고, 이탈리아령 에리트레아도 에리트레아로 독립하였으며, 이탈리아령 소말릴란드 가운데 일부는 영국령 소말릴란드에, 일부는 소말리아가 되었으며, 나머지는 프랑스령 소말릴란드가 되었다.

## 필요성
유럽 사람들은 처음에 아프리카는 좋지 않은 곳으로 생각하였다. 그러나 아시아와 동남아시아가 식민지화되면서, 식민지를 만들 땅이 부족했던 유럽은 아프리카에도 식민지를 만들기 시작했다. 1871년에 늦게 통일 국가를 수립한 이탈리아는 식민지를 만들 땅이 없어서 아프리카로 눈을 돌렸다. 제2차 세계 대전 기간 동안, 이탈리아는 일본처럼 아시아에 식민지를 만들고 싶은 마음에 아프리카를 통해 아시아로 향했다. 그리고 일본으로부터 미얀마 진출을 허락받기도 하였다.

## 사회
이탈리아는 식민지 사람들을 군인으로 만들어 식민지와 이탈리아를 지키게 하였다. 또 식민지 사람들을 무기공장, 전쟁터에도 나가게 하였다. 식민지 지배동안 이탈리아령 동아프리카에는 인구 이동이 많아지면서 인구도 섞이게 되었다.

## 같이 보기
- 아프리카의 언어